# 沃拉斯顿奖章

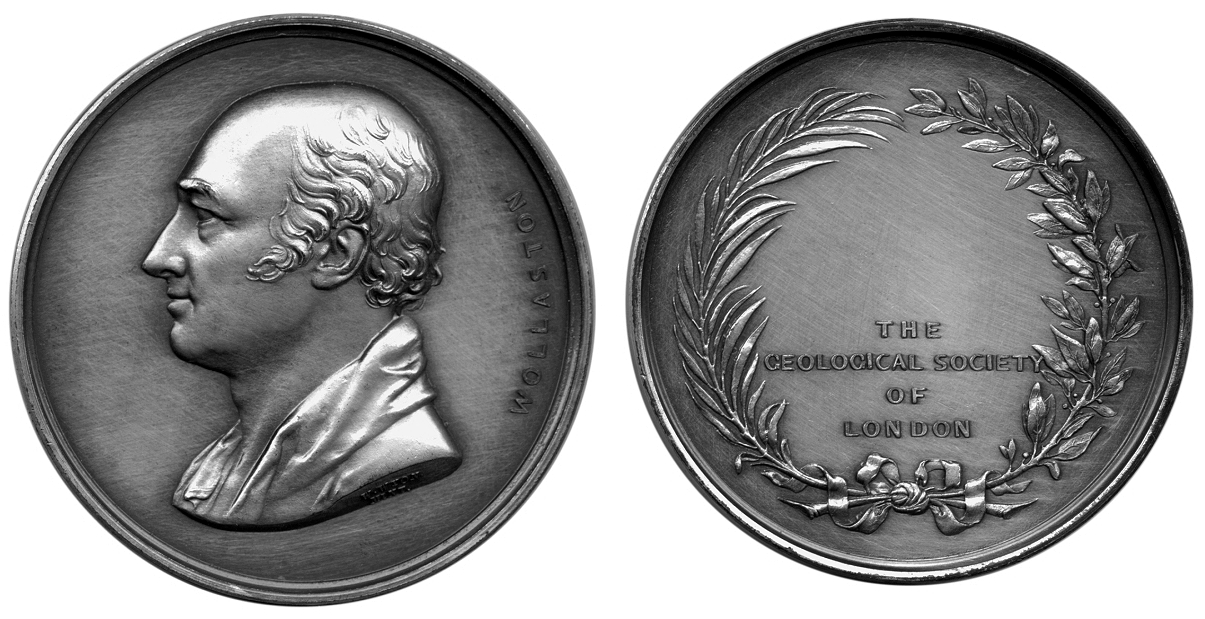
沃拉斯顿奖章

沃拉斯顿奖章（英語：Wollaston Medal）是英国伦敦地质学会颁发的科学奖章，以著名地质学家威廉·海德·沃拉斯頓命名，1831年首次颁发，1835年以来每年颁发一次。

## 得主
来源：Geological Society （页面存档备份，存于）

### 1831年—1850年
- 1831年：威廉·史密斯
- 1835年：吉迪恩·曼特爾
- 1836年：路易·阿加西
- 1837年：普羅比·寇特利（英语：Proby Cautley）、休·法康納
- 1838年：理查德·欧文
- 1839年：克里斯汀·戈特弗里德·埃倫伯格
- 1840年：安德烈·杜蒙（英语：André Dumont (geologist)）
- 1841年：阿道夫-泰奧多爾·布隆尼亞爾（英语：Adolphe-Théodore Brongniart）
- 1842年：利奧波德·馮·布赫（英语：Leopold von Buch）
- 1843年：讓-巴蒂斯特·埃利·德·博蒙（英语：Jean-Baptiste Élie de Beaumont）、烏爾斯-皮埃爾-阿爾芒·珀蒂-迪弗雷努瓦（英语：Ours-Pierre-Armand Petit-Dufrénoy）
- 1844年：威廉·科尼貝爾（英语：William Conybeare (geologist)）
- 1845年：約翰·菲利普斯（英语：John Phillips (geologist)）
- 1846年：威廉·朗斯代爾（英语：William Lonsdale）
- 1847年：阿米·布埃（英语：Ami Boué）
- 1848年：威廉·布克蘭
- 1849年：约瑟夫·普雷斯特维奇
- 1850年：威廉·霍普金斯

### 1851年—1900年
- 1851年：亚当·塞奇威克
- 1852年：威廉·亨利·菲頓（英语：William Henry Fitton）
- 1853年：阿道夫·達爾奇亞克（英语：Adolphe d'Archiac）、愛德華·德·維爾紐伊（英语：Édouard de Verneuil）
- 1854年：理查德·格里菲斯（英语：Sir Richard Griffith, 1st Baronet）
- 1855年：亨利·德拉·貝切（英语：Henry De la Beche）
- 1856年：威廉·埃德蒙德·洛根（英语：William Edmond Logan）
- 1857年：約阿希姆·巴蘭德（英语：Joachim Barrande）
- 1858年：克里斯蒂安·埃里克·赫曼·馮·邁耶（英语：Christian Erich Hermann von Meyer）
- 1859年：查尔斯·达尔文
- 1860年：西爾斯·瓦倫丁·伍德（英语：Searles Valentine Wood）
- 1861年：海因里希·格奧爾格·布洛恩（英语：Heinrich Georg Bronn）
- 1862年：羅伯特·阿爾弗雷德·克勞因·戈德溫-奧斯汀（英语：Robert Alfred Cloyne Godwin-Austen）
- 1863年：古斯塔夫·比紹夫（英语：Gustav Bischof）
- 1864年：罗德里克·麦奇生
- 1865年：托馬斯·戴維森（英语：Thomas Davidson (palaeontologist)）
- 1866年：查爾斯·萊爾
- 1867年：喬治·尤利烏斯·波萊特·斯科羅普（英语：George Julius Poulett Scrope）
- 1868年：卡尔·弗里德里希·瑙曼
- 1869年：亨利·克利夫頓·索爾比（英语：Henry Clifton Sorby）
- 1870年：熱拉爾·保羅·德賽（英语：Gérard Paul Deshayes）
- 1871年：安德魯·拉姆齊（英语：Andrew Ramsay (geologist)）
- 1872年：詹姆斯·德怀特·丹纳
- 1873年：菲利普·格列·艾格頓（英语：Sir Philip Grey Egerton, 10th Baronet）
- 1874年：奥斯瓦尔德·希尔
- 1875年：洛朗·紀堯姆·德科寧克（英语：Laurent-Guillaume de Koninck）
- 1876年：托马斯·亨利·赫胥黎
- 1877年：羅伯特·馬勒（英语：Robert Mallet）
- 1878年：湯姆斯·萊特（英语：Thomas Wright (geologist)）
- 1879年：伯恩哈德·斯圖德（英语：Bernhard Studer）
- 1880年：加布里埃爾·奧古斯特·多布里（英语：Gabriel Auguste Daubrée）
- 1881年：彼得·馬丁·鄧肯（英语：Peter Martin Duncan）
- 1882年：弗朗茲·里特·馮·豪爾（英语：Franz Ritter von Hauer）
- 1883年：威廉·湯馬斯·布蘭福德（英语：William Thomas Blanford）
- 1884年：讓·阿爾貝·戈德里（英语：Jean Albert Gaudry）
- 1885年：喬治·布斯克（英语：George Busk）
- 1886年：艾爾弗雷德·德克盧澤（英语：Alfred Des Cloizeaux）
- 1887年：約翰·赫克（英语：John Hulke）
- 1888年：亨利·貝內迪克特·梅德利科特（英语：Henry Benedict Medlicott）
- 1889年：托馬斯·喬治·邦尼（英语：Thomas George Bonney）
- 1890年：威廉·克勞佛·威廉森（英语：William Crawford Williamson）
- 1891年：約翰·韋斯利·賈德（英语：John Wesley Judd）
- 1892年：費迪南·馮·李希霍芬
- 1893年：內維爾·斯托里·馬斯凱林（英语：Nevil Story Maskelyne）
- 1894年：卡爾·阿爾弗雷德·馮·傑特（英语：Karl Alfred von Zittel）
- 1895年：阿奇博尔德·盖基
- 1896年：爱德华·修斯
- 1897年：威爾弗雷德·哈德勒斯頓·哈德勒斯頓（英语：Wilfred Hudleston Hudleston）
- 1898年：費迪南德·齊克爾（英语：Ferdinand Zirkel）
- 1899年：查爾斯·拉普沃思（英语：Charles Lapworth）
- 1900年：G·K·吉尔伯特[1]

### 1901年—1950年
- 1901年：夏爾·巴魯瓦（英语：Charles Barrois）
- 1902年：卡爾·弗里德里希·施密特（英语：Carl Friedrich Schmidt (geologist)）
- 1903年：哈利·羅森布施（英语：Harry Rosenbusch）
- 1904年：阿爾伯特·海姆（英语：Albert Heim）
- 1905年：傑思羅·蒂爾（英语：Jethro Teall）
- 1906年：亨利·伍德沃德（英语：Henry Woodward (geologist)）
- 1907年：威廉·约翰逊·索拉斯
- 1908年：保羅·海因里希·馮·格勞斯（英语：Paul Heinrich von Groth）
- 1909年：赫拉斯·博林布羅克·伍德沃德（英语：Horace Bolingbroke Woodward）
- 1910年：威廉·貝瑞曼·斯科特（英语：William Berryman Scott）
- 1911年：沃爾德馬·克里斯托弗·布勒格（英语：Waldemar Christofer Brøgger (geologist)）
- 1912年：拉扎拉斯·弗萊徹（英语：Lazarus Fletcher）
- 1913年：歐斯蒙·費雪（英语：Osmond Fisher）
- 1914年：约翰·爱德华·马尔
- 1915年：葉吉沃茲·大衛（英语：Edgeworth David）
- 1916年：亚历山大·彼得罗维奇·卡尔平斯基
- 1917年：阿爾弗雷德·拉克魯瓦（英语：Alfred Lacroix）
- 1918年：查尔斯·都利特·沃尔科特
- 1919年：奧布瑞·斯特拉漢（英语：Aubrey Strahan）
- 1920年：傑拉德·德基爾（英语：Gerard De Geer）
- 1921年：班·皮奇（英语：Ben Peach）、約翰·霍恩（英语：John Horne）
- 1922年：阿爾弗雷德·哈克（英语：Alfred Harker）
- 1923年：威廉·惠特克（英语：William Whitaker (geologist)）
- 1924年：亚瑟·史密斯·伍德沃德
- 1925年：喬治·威廉·蘭普（英语：George William Lamplugh）
- 1926年：亨利·費爾費爾德·奧斯本
- 1927年：威廉·懷特黑德·沃茨（英语：William Whitehead Watts）
- 1928年：达金菲尔德·亨利·斯科特
- 1929年：弗里德里希·約翰·卡爾·貝克（英语：Friedrich Johann Karl Becke）
- 1930年：阿尔伯特·查尔斯·苏厄德
- 1931年：亞瑟·威廉·羅傑斯（英语：Arthur William Rogers）
- 1932年：約翰-赫爾曼-李-沃格特（英语：Johan Herman Lie Vogt）
- 1933年：瑪瑟蘭·蒲勒（英语：Marcellin Boule）
- 1934年：亨利·亞歷山大·米思（英语：Henry Alexander Miers）
- 1935年：約翰·弗萊特（英语：John Flett (geologist)）
- 1936年：古斯塔夫·阿道夫·弗雷德里克·莫倫格拉夫（英语：Gustaaf Adolf Frederik Molengraaff）
- 1937年：瓦德瑪·林格倫（英语：Waldemar Lindgren）
- 1938年：莫里斯·盧格安（英语：Maurice Lugeon）
- 1939年：弗蘭克·道森·亞當斯（英语：Frank Dawson Adams）
- 1940年：亨利·伍茲（英语：Henry Woods (geologist)）
- 1941年：亞瑟·路易斯·戴（英语：Arthur Louis Day）
- 1942年：雷金纳德·奥德沃思·戴利
- 1943年：亚历山大·叶夫根耶维奇·费斯曼
- 1944年：維克多·戈耳斯密特（英语：Victor Goldschmidt）
- 1945年：欧文·托马斯·琼斯
- 1946年：埃馬紐埃爾·德馬爾熱里（英语：Emmanuel de Margerie）
- 1947年：约瑟夫·蒂勒尔
- 1948年：愛德華·巴特斯比·貝利（英语：Edward Battersby Bailey）
- 1949年：羅伯特·布魯姆
- 1950年：诺曼·L·鲍温

### 1951年—2000年
- 1951年：奧拉夫·霍特達爾（英语：Olaf Holtedahl）
- 1952年：赫伯特·哈羅德·里德（英语：Herbert Harold Read）
- 1953年：艾瑞克·斯坦西奧（英语：Erik Stensiö）
- 1954年：倫納德·約翰斯頓·威爾斯（英语：Leonard Johnston Wills）
- 1955年：A·E·特魯曼（英语：A. E. Trueman）
- 1956年：亚瑟·霍尔姆斯
- 1957年：保羅·福馬里（英语：Paul Fourmarier）
- 1958年：彭蒂·埃斯科拉
- 1959年：皮埃爾·普爾沃斯特（英语：Pierre Pruvost）
- 1960年：塞西爾·埃德加·蒂利（英语：Cecil Edgar Tilley）
- 1961年：羅曼·科茲洛夫斯基（英语：Roman Kozłowski）
- 1962年：倫納德·霍克斯（英语：Leonard Hawkes）
- 1963年：菲利克斯·安德里斯·韋寧·邁內茲（英语：Felix Andries Vening Meinesz）
- 1964年：哈罗德·杰弗里斯
- 1965年：D·M·S·沃特森
- 1966年：法蘭西斯·帕克·謝潑德（英语：Francis Parker Shepard）
- 1967年：愛德華·布拉德（英语：Edward Bullard）
- 1968年：雷蒙·塞西爾·摩爾（英语：Raymond Cecil Moore）
- 1969年：莫里斯·尤因（英语：Maurice Ewing）
- 1970年：菲利普·庫能（英语：Philip Kuenen）
- 1971年：拉爾夫·巴格諾（英语：Ralph Bagnold）
- 1972年：漢斯·拉姆貝格（英语：Hans Ramberg）
- 1973年：阿爾弗雷德·羅默
- 1974年：法蘭西斯·J·佩蒂約恩（英语：Francis J. Pettijohn）
- 1975年：霍利斯·道·赫德伯格（英语：Hollis Dow Hedberg）
- 1976年：金斯利·鄧納姆（英语：Kingsley Dunham）
- 1977年：雷諾特·范·伯梅倫（英语：Reinout van Bemmelen）
- 1978年：约翰·图佐·威尔逊
- 1979年：哈騰·約德（英语：Hatten Yoder）
- 1980年：奧古斯托·甘瑟-比亞吉（英语：Augusto Gansser-Biaggi）
- 1981年：羅伯特·加瑞爾斯（英语：Robert Garrels）
- 1982年：彼得·约翰·威利
- 1983年：丹·麥克肯澤
- 1984年：许靖华 - 第一个获得沃拉斯顿奖章的华人科学家
- 1985年：傑拉德·J·瓦瑟伯格（英语：Gerald J. Wasserburg）
- 1986年：約翰·G·拉姆齊（英语：John G. Ramsay）
- 1987年：克勞德·阿雷格
- 1988年：泰德·林伍德（英语：Ted Ringwood）
- 1989年：德拉蒙德·马修斯
- 1990年：華萊士·史密斯·布羅克爾（英语：Wallace Smith Broecker）
- 1991年：格扎维埃·勒皮雄
- 1992年：馬丁·波特（英语：Martin Bott）
- 1993年：薩繆爾·愛潑斯坦（英语：Samuel Epstein (geochemist)）
- 1994年：威廉·傑森·摩根
- 1995年：乔治·P·L·沃克
- 1996年：尼可拉斯·沙克頓（英语：Nicholas Shackleton）
- 1997年：道格拉斯·詹姆斯·希爾曼
- 1998年：卡爾·特瑞肯（英语：Karl Turekian）
- 1999年：約翰·弗雷德里克·杜威（英语：John Frederick Dewey）
- 2000年：威廉·賽夫頓·費夫

### 2001年—至今
- 2001年：哈利·B·惠靈頓（英语：Harry B. Whittington）
- 2002年：魯道夫·楚比（英语：Rudolf Trümpy）
- 2003年：久城育夫
- 2004年：傑佛瑞·艾格林頓（英语：Geoffrey Eglinton）
- 2005年：愛德華·A·歐文（英语：Edward A. Irving）
- 2006年：詹姆斯·洛夫洛克
- 2007年：安德鲁·H·诺尔
- 2008年：諾曼·斯里普（英语：Norman Sleep）
- 2009年：保罗·菲利克斯·霍夫曼
- 2010年：理查德·H·西布森（英语：Richard H. Sibson）
- 2011年：羅伯特·史蒂芬·約翰·斯帕克斯（英语：Robert Stephen John Sparks）
- 2012年：克里斯多福·霍克斯沃斯（英语：Christopher Hawkesworth）
- 2013年：庫特·蘭貝克（英语：Kurt Lambeck）
- 2014年：莫林·雷默（英语：Maureen Raymo） - 第一个获得沃拉斯顿奖章的女性科学家
- 2015年：詹姆斯·A·傑克遜（英语：James A. Jackson）
- 2016年：蘇珊·布蘭特利（英语：Susan Brantley）
- 2017年：理查德·艾利（英语：Richard Alley）
- 2018年：泰瑞·普蘭克（英语：Terry Plank）
- 2019年：愛德華·M·斯托爾珀（英语：Edward M. Stolper）
- 2020年：芭芭拉·羅曼諾維奇（英语：Barbara Romanowicz）
- 2021年：大衛·D·波拉德（英语：David D. Pollard）
- 2022年：譚雅·阿特瓦特（英语：Tanya Atwater）
- 2023年：凱瑟琳·華勒（英语：Kathryn Whaler）
- 2024年：特朗·海里格·托斯維克（英语：Trond Helge Torsvik）